# Nigel Lythgoe
Nigel Lythgoe (Wirral, 9 de julho de 1949) é um diretor, produtor, ex-dançarino na Young Generation e coreógrafo britânico. Ele é conhecido por ser o produtor dos programas Pop Idol e American Idol, além de ser autor, produtor executivo e juiz regular de So You Think You Can Dance. Ele também foi o autor da competição Superstars of Dance.